# Ågrundet
Ågrundet, zandbank bij rivier, is een van de eilanden van de Lule-archipel. Het eiland ligt in de Rånefjärden in het noorden van de Botnische Golf en hoort bij Zweden. Het was vroeger een zandbank, maar door postglaciale opheffing van het gebied werd het een volgroeid eiland. Het heeft een oeververbinding en er is bebouwing. Het maakt deel uit van de monding van de Råneälven.
Ågrundet · Alskäret · Avasjögrundet · Fågelreven · Flakaskäret · Fliggen · Furuholmen · Grangrundet · Granholmen · Hällholmen · Kilsgrundet · Köpmanholmen · Långholmen · Laxön · Laxögrundet · Lill-Kilholmen · Lönngrundet · Piltreven · Rödbergsgrunden · Sandviksreven · Skärgrundet · Skärgrundsflagan · Stor-Kilholmen · Stor-Lönngrundet · Troppen · Yttre Sandgrundet